# Kopčići (Prozor-Rama, BiH)
Kopčići su bivše samostalno naselje s područja današnje općine Prozora-Rame, Federacija BiH, BiH.

## Povijest
Za vrijeme socijalističke BiH dio ovoga naselje je pripojen naselju Varvari, a od drugog djela nastalo je novo naselje Kozo.